# Gerris
Gerris is een geslacht uit de familie der schaatsenrijders (Gerridae). De groep werd voor het eerst wetenschappelijk beschreven door Johann Christian Fabricius in 1794.

## Leefwijze
De soorten uit dit geslacht leven op het wateroppervlak. Ze worden opmerkzaam op prooien door rimpelingen in het water, waarna ze zeer snel toeslaan.
Er zijn verschillende soorten, het soortenaantal verschilt per bron. De bekendste soort is de 'gewone' schaatsenrijder (Gerris lacustris) Linnaeus, 1767

## Soorten
Het genus bevat de volgende soorten:

- Gerris alacris Hussey, 1921
- Gerris ampla Drake & Harris, 1938
- Gerris angulatus Lundblad, 1934
- Gerris argentatus Schummel, 1832
- Gerris argenticollis Parshley, 1916
- Gerris asper (Fieber, 1860)
- Gerris babai Miyamoto, 1958
- Gerris brachynotus Horváth, 1907
- Gerris brasili Poisson, 1941
- Gerris buenoi Kirkaldy, 1911
- Gerris caucasicus Kanyukova, 1982
- Gerris comatus Drake & Hottes, 1925
- Gerris conformis Uhler, 1878
- Gerris costae (Herrich-Schäffer, 1850)
- Gerris cui Esaki, 1925
- Gerris curvus Tran & J.T. Polhemus, 2012
- Gerris firmus Drake & Harris, 1938
- Gerris gibbifer Schummel, 1832
- Gerris gillettei Lethierry & Severin, 1896
- Gerris gobanus Poisson, 1940
- Gerris gracilicornis (Horváth, 1879)
- Gerris incognitus Drake & Hottes, 1925
- Gerris incurvatus Drake & Hottes, 1925
- Gerris insperatus Drake & Hottes, 1925
- Gerris insularis (Motschulsky, 1866)
- Gerris issikii Miyamoto, 1961
- Gerris kabaishanus Linnavuori, 1998
- Gerris kiritshenkoi Kanyukova, 1979
- Gerris lacustris (Linnaeus, 1758)
- Gerris lateralis Schummel, 1832
- Gerris latiabdominis Miyamoto, 1958
- Gerris lobatus Andersen & Chen, 1993
- Gerris lundbladi Andersen & Chen, 1993
- Gerris maculatus Tamanini, 1946
- Gerris marginatus Say, 1832
- Gerris nebularis Drake & Harris, 1925
- Gerris nepalensis Distant, 1910
- Gerris odontogaster (Zetterstedt, 1828)
- Gerris parabdominalis Theobald, 1937
- Gerris pingreensis Drake & Hottes, 1925
- Gerris protobates Cockerell, 1927
- Gerris remigis Say, 1832
- Gerris roja Distant, 1910
- Gerris sahlbergi Distant, 1879
- Gerris shansiensis Miyamoto, 1960
- Gerris sphagnetorum Gaunitz, 1947
- Gerris swakopensis (Stål, 1858)
- Gerris thoracicus Schummel, 1832
- Gerris tigrinus Brown, 1949
- Gerris yezoensis Miyamoto, 1958
- Gerris zuqualanus Poisson, 1940